# Hans Zeier
Hans Zeier, född 24 april 1899 i Luzern, död där 11 augusti 1989, var en schweizisk längdåkare. Vid olympiska vinterspelen 1928 i Sankt Moritz bröt han femmilen. 